# 大神传 ～小小太阳～
《大神传 ～小小太阳～》是一款由卡普空开发的动作冒险游戏，于2010年9月30日发行于任天堂DS平台。是2006年发行的PlayStation 2游戏《大神》的续作，并沿用了前作的毛笔水墨风格与笔业系统，讲述了前作主角天照打败常暗之皇九个月后的故事。
游戏的一些部分包括基于其他类型的小游戏，如射击游戏和横向卷轴游戏等。

## 玩法
本作的游玩方式大致与前作相同，是一款类似塞尔达传说系列的动作冒险游戏，前作导演神谷英树与本作导演松下邦臣也都提到过塞尔达传说是他们的灵感来源。

本作仍沿用《大神》的笔业系统，玩家通过在任天堂DS的触摸屏上画图来与游戏世界互动，以唤起特殊的能力，比如使枯萎的植物复原

前作的笔业系统在本作中仍是推动剧情与战斗解谜的核心要素，游戏使用任天堂DS的十字键操作角色的行动，上螢幕显示的是当前游戏的第三人称视角，下螢幕显示的是该地区的迷你地图。通过按任意一个肩键，笔业就被激活了；游戏暂停畫面中，上螢幕會向下移动到下螢幕并呈现为宣纸状，然后玩家可以使用触笔滑动任天堂DS的下螢幕来激活笔业的各种能力。游戏将感知玩家在螢幕上画笔的速度，并将其反映在螢幕上画笔的重量上；快速的动作会导致模糊的部分线条，而缓慢的动作会产生较粗的笔划。笔业也可以用来打败敌人，许多敌人会有一个特定的克制笔业，通过这种方式击败敌人，玩家可以获得稀有的物品来帮助提升小照的力量。
在前作中最终能使用13种笔法，但在本作中减少了1种（只有12種），内容也有些变更。掌管各种笔业能力的笔神模仿着动物，在本作中，笔神的造型大致与前作相同，白皙的身体上勾勒红色的花纹，分神都持有不同的器物，但身材上更像前作各个笔神的孩子。另外，虽然极神（须鲸亚目）和导神（企鹅）的原型动物并不存在于日本本土，但是鲸在波斯文化的地支中代替了龙，企鹅在鸟类这一点上与酉有着共同之处。

## 剧情
很久以前，被称为「中津国」的土地曾受到一只名叫八岐大蛇的怪物的威胁。
大神天照与一寸在旅途，打倒了八岐大蛇，还找到了灾祸的元凶「常闇之皇」。在一寸的帮助下，恢复了信仰的天照大神打败了常闇之皇，为了恢复高天原的安宁而踏上旅程，而这之后的平静使人们恢复了平常的生活。
但九个月后。安置在两岛原的菅原道真的坟墓突然被掀开，中津国又出现了新的妖怪，土地被妖气笼罩。为了拯救受到新威胁的中津国，天照的孩子“小照（チビテラス）”踏上了旅程。

## 开发工作
游戏由松下邦臣担任导演。与前作一样，使用以古代日本为原型的“中津国”作为背景，画風仍使用毛笔水墨风格的卡通渲染。
由于制作前作的四叶草工作室已解散，所以这部作品的开发工作大部分由新成员完成，前作导演神谷英树与大部分开发成员因已隶属白金工作室，所以未参与制作，但负责前作BGM的近藤岭在此次作品中仍负责制作新歌和改编曲。
由于平台从家用游戏机转移到了掌上游戏机，因此，因为容量等方面的原因，前作中存在的一部分系统被废除或更改，但本作也增加了前作没有的难易度选择。每章節都有不同的搭档加入，在场上的布置和战斗等方面进行合作。

## 评价与奖项

### 评价
| 汇总媒体   | 得分   |
| ---------- | ------ |
| Metacritic | 82/100 |

| 媒体          | 得分    |
| ------------- | ------- |
| 1UP.com       | B+      |
| Destructoid   | 8/10    |
| Edge          | 8/10    |
| Eurogamer     | 8/10    |
| Game Informer | 8.75/10 |
| GamePro       | [ 18 ]  |
| GamesRadar+   | [ 19 ]  |
| GameSpot      | 7.5/10  |
| GameSpy       | [ 21 ]  |
| GameTrailers  | 8.5/10  |
| GameZone      | 7/10    |
| IGN           | 8.5/10  |
| Joystiq       | [ 25 ]  |
| Nintendo Life | [ 26 ]  |
| PALGN         | 8.5/10  |
| RPGamer       | 3.5/5   |

Fami通给了本作34分的评价。评论者称赞制作组将《大神》带到任天堂DS平臺的能力，但指出这部作品并没有带来很多惊喜，因为本作涵盖了许多与前作相同的故事和游戏元素。评论者提到游戏的可玩性并未从前作扩展到多远，认为它“只能说明《大神》是多么的完美”。GameZone给了这款游戏7/10分的分数，并评价到：“有些玩家无疑会喜欢《大神传 ～小小太阳～》，要么是因为对它的缺陷不那么熟悉，要么是因为他们有能力忽略它的无数错误。我希望我也能这样做”。
本作上市首周即有8萬4472份的销量，登上了当周日本游戏畅销榜的第三名。但在第二周只卖出了1萬2829份，在排行榜上跌到了第13名。

### 奖项
在2010年E3電子娛樂展中，本作獲选为GameTrailers「最佳DS遊戲獎」，并获得游戏评论家奖“最佳掌上游戏”的提名。